# Pieczonogi (województwo małopolskie)
Pieczonogi – wieś w Polsce położona w województwie małopolskim, w powiecie proszowickim, w gminie Pałecznica.
W latach 1975–1998 miejscowość położona była w województwie kieleckim.
W miejscowości znajduje się dworek Żelechowskich z początku XIX wieku. 